# Montubio

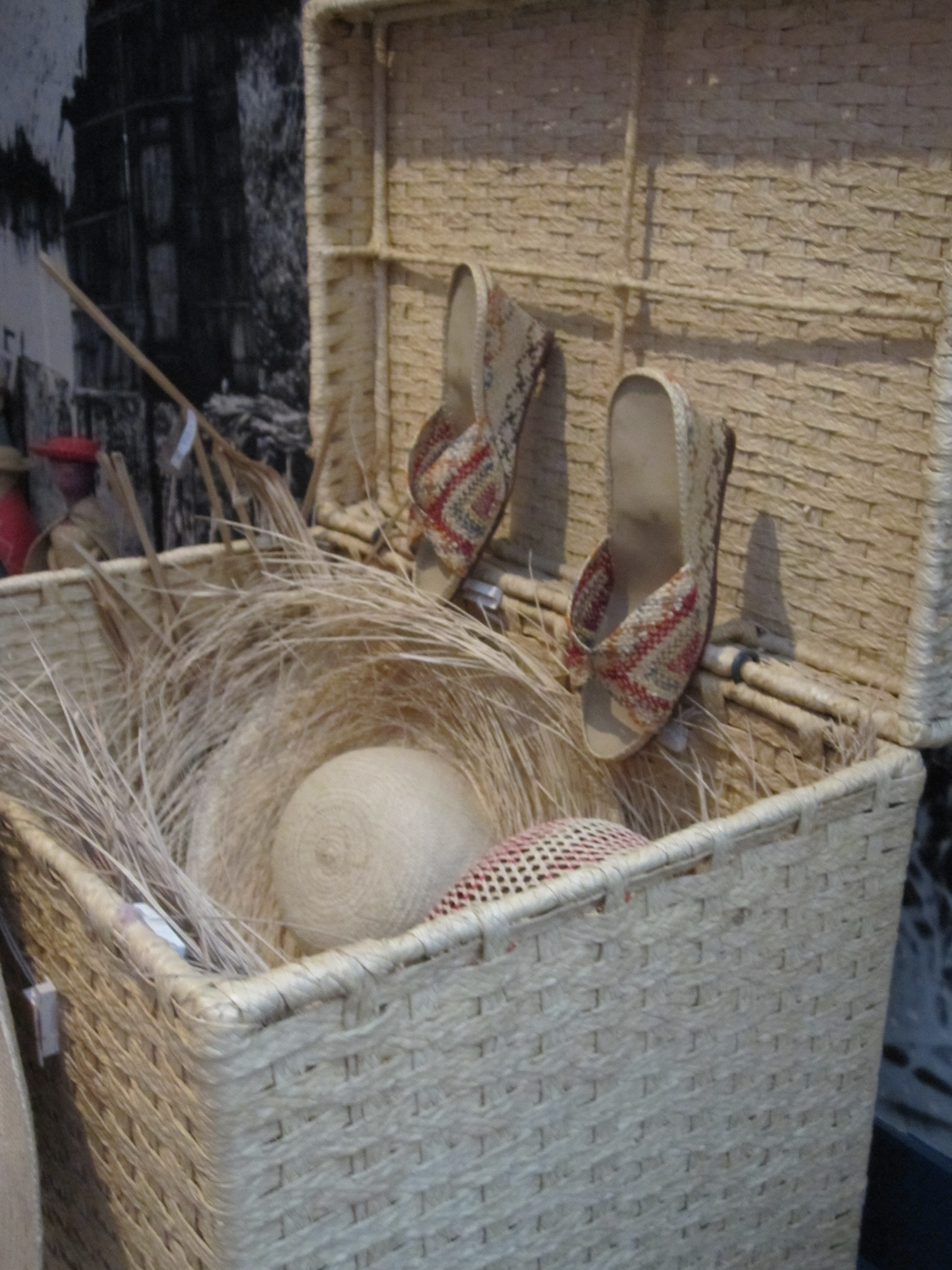
Aus Stroh gefertigte Kulturgüter, typisch für die Montubio, im Museo del Banco Central

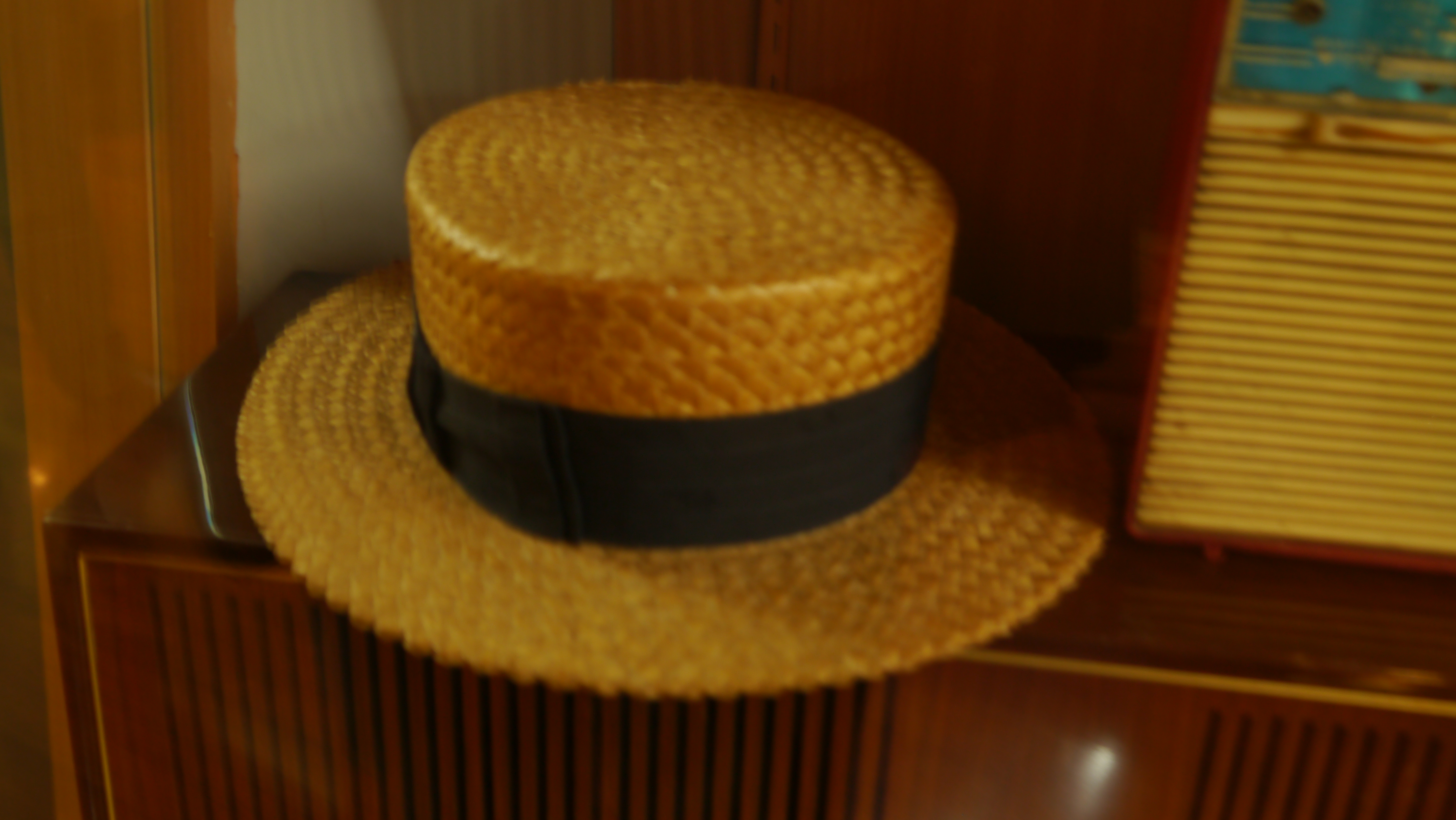
Ein "tostada", der traditionelle Hut der Montubio

Montubio, alternative Schreibweise: Montuvio, ist eine ethnische Gruppe in Ecuador. Sie umfasst Teile der ländlichen Bevölkerung der Küsten- und Subtropengebiete Ecuadors gemischter Abstammung mit indigenen Wurzeln. Bei der Volkszählung im Jahr 2010 gaben etwa eine Million Bürger an, zu dieser Volksgruppe zu gehören. Dies waren 7–8 % aller Ecuadorianer.

## Geschichte
Nach Protesten und Hungerstreiks errangen die Montubio im Frühjahr 2001 die offizielle Anerkennung der ecuadorianischen Regierung als eigenständige Ethnie. Die durch das Executivdekret N° 1394 im selben Jahr gegründete Organisation Consejo de Desarrollo del Pueblo Montubio de la Costa Ecuatoriana y Zonas Subtropicales de la Región Costera (CODEPMOC) bildet deren Interessenvertretung und erhält staatliche Zuwendungen.

## Kulturelle Identität
Die Montubio sind hauptsächlich Kleinbauern und Viehhirten. Sie tragen einen speziellen Panama-Hut, der ursprünglich in der Stadt Montecristi geflochten wurde. Ein typisches Arbeitswerkzeug bildet die Machete. Zum Lebensstil gehören Rodeos. In der ecuadorianischen Literatur finden sich Werke von Alfredo Pareja Diezcanseco und der "Grupo de Guayaquil" (Demetrio Aguilera Malta, Enrique Gil Gilberto und Joaquín Gallegos Lara), welche sich mit den Montubio beschäftigen.

## Verbreitung
Die Montubio kommen schwerpunktmäßig in den ecuadorianischen Provinzen Los Ríos (Bevölkerungsanteil: 37,5 %), Manabí (20,3 %), Guayas (12,2 %) und Santa Elena (11,2 %) vor.